# Società Spoletina di Imprese Trasporti
La Società Spoletina di Imprese Trasporti, anche conosciuta con la sigla SSIT o colloquialmente come Spoletina, è stata una società di trasporti pubblici e a noleggio con sede centrale a Spoleto, che gestiva le reti di trasporto urbano delle città di Foligno e Spoleto. Dal 1º dicembre 2010 è confluita, con altre aziende umbre del settore, nella neocostituita Umbria Mobilità.
La società, oltre ai trasporti urbani ed extraurbani nel territorio di molti comuni della Valle Umbra e della Valnerina, ha gestito anche le aree di sosta a pagamento dei comuni umbri di Bastia Umbra, Cascia, Foligno, Montefalco, Norcia, Spello, Spoleto e Trevi, e in altre regioni quelle di Fossano, Cirié, Negrar, Susa, Rutigliano, Bagno a Ripoli, Peschiera del Garda, Battipaglia, Erba, Caravaggio, Casatenovo, Melfi, Portogruaro, Bardolino, Viterbo, Rivoli, Varazze, Minervino Murge e San Pietro Vernotico; ha gestito anche le aree di sosta a pagamento nelle aziende ospedaliere delle città di Busto Arsizio e Gallarate.
Per il breve periodo dal 1965 al 1968 ha inoltre gestito la Ferrovia Spoleto-Norcia, poi dismessa.